# Liste der Naturdenkmale in Heltersberg
Die Liste der Naturdenkmale in Heltersberg nennt die im Gemeindegebiet von Heltersberg ausgewiesenen Naturdenkmale (Stand 23. Mai 2024).

## Naturdenkmale
| Nr.         | Bezeichnung         | Lage                                                  | Beschreibung                      | Bild                                    |
| ----------- | ------------------- | ----------------------------------------------------- | --------------------------------- | --------------------------------------- |
| ND-7340-221 | Rappersbornerfelsen | südöstlich des Ortes am Osthang des Hermerskopfs Lage | langgestrecktes Buntsandsteinriff | Direkt Bild zu diesem Denkmal hochladen |
| ND-7340-238 | Seelenfelsen        | südlich des Ortes, oberhalb der K 32 Lage             | langgestrecktes Buntsandsteinriff | Fotos hochladen                         |

## Ehemalige Naturdenkmale
| Nr. | Bezeichnung   | Lage                                   | Beschreibung                           | Bild                                    |
| --- | ------------- | -------------------------------------- | -------------------------------------- | --------------------------------------- |
|     | Friedenslinde | Hauptstraße, vor Nr. 1 Lage            | Tilia sp.; Rechtsverordnung aufgehoben | Direkt Bild zu diesem Denkmal hochladen |
|     | Luitpoldlinde | Waldfischbacher Straße, bei Nr. 1 Lage | Tilia sp.; Rechtsverordnung aufgehoben | Direkt Bild zu diesem Denkmal hochladen |